# Edward Lee (évêque)
Pour les articles homonymes, voir Lee.
Edward Lee (v. 1482 – 1544) est un diplomate et ecclésiastique anglican, qui est archevêque d'York de 1531 à sa mort.

## Biographie

### Sa jeunesse
Petit-fils du lord-maire de Londres Richard Lee, il nait dans le Kent, d'où sa famille est originaire, sans doute en 1482. Thomas More est un ami de sa famille : il dédie l'un de ses premiers essais, Life of John Picus, à la sœur d'Edward, Joyce, qui est clarisse,.
Lee est élu fellow de Magdalen College (Oxford) en 1500. Licencié ès arts, il part pour Cambridge dès 1503, certainement à cause d'une épidémie de peste. C'est ainsi qu'il obtient le diplôme de maître ès arts à Cambridge en 1504, et est ordonné diacre de l'église de Wells (Norfolk). En 1512 il obtient une prébende à Lincoln, puis une dispense pour sa licence de théologie, mais il n'obtient ce diplôme qu'en 1515, année où il obtient la charge d'avoué. Thomas Cranmer passe sa maîtrise en 1515, et fait ainsi connaissance de celui qui serait son futur archevêque ; Lee lui obtient en effet un premier office auprès de la Cour (1526) : celui de commis d'ambassade en Espagne.

### Controverses avec Érasme
Il fréquenta en 1518 l’université de Louvain pour y étudier le grec ancien, et là il fait la connaissance d'Érasme, qui à ce moment s'affaire à passer le Nouveau Testament au crible de la critique humaniste. D'un désaccord aimable entre les deux hommes surgissent rapidement diverses polémiques, Lee se faisant le défenseur de la tradition.
Érasme demande par écrit à Lee d'expliciter certaines de ses annotations, mais dès 1519, Lee se pose en adversaire décidé d'Érasme, lequel déclare que Lee est un jeune homme avide de gloire, qui a pour cette raison répandu des rumeurs sur son compte ; il se plaint en outre que Lee a discrédité à son insu son Nouveau Testament auprès de plusieurs congrégations, et il met en garde Lee contre la rancœur des universitaires allemands. Toute l'année 1520, la controverse continue de se déchaîner, avec une égale violence de part et d'autre. Érasme affirme que le principal partisan de Lee est Henry Standish : il compose ses Epistolæ aliquot Eruditorum Virorum et adresse au roi Henri VIII une Apologie. Thomas More, qui a connu Lee depuis l'enfance, déplore ces déchirements, et il s'entremet pour une réconciliation au moins formelle, à l'occasion des tractations diplomatiques entre Henri VIII et François Ier au Camp du Drap d'Or en 1520 ; la querelle ne s’apaise toutefois que très lentement, et ne s'éteint qu'en 1522.
Lee, par une analyse textuelle poussée, qui sera imitée plus tard par les érudits Noël Béda et Rodolfo Pio, réunit une multitude d'objections théologiques à L’Éloge de la Folie,. Ainsi à propos de l’extase, il accuse Érasme de complaisance avec l'interprétation des mystiques rhénans, jugée hérétique par l’Église. Érasme, s'il peut facilement se disculper de toute assimilation avec les Béguines et les Turlupins, a quelque peine à prendre ses distances avec Maître Eckhart ou Jean Tauler. Ses écrits frisent véritablement l’hérésie de Montanisme, et il se trouve ainsi rejeté sur la défensive : il évite désormais d'employer le terme d’« esprit » à cause de ses résonances platoniciennes.

### Relations avec le roi
En 1523, le roi le charge d'accompagner Henry Parker (10e baron Morley) et William Hussey en ambassade auprès de l'archiduc Ferdinand d'Autriche pour lui remettre l’Ordre de la Jarretière, et ainsi exhorter le prince Habsbourg à poursuivre le combat contre les Luthériens et François Ier. Lee est en fait le négociateur de cette légation. Promu chapelain royal, il obtient dans l'année l’archidoyenné de Colchester. La Couronne le dépêche par deux fois en ambassade auprès de Charles Quint en Espagne avec Francis Poyntz (1525, 1529), puis en janvier 1530 auprès du pape Clément VII et de l'empereur à Bologne, en compagnie du comte de Wiltshire et de John Stokesley, pour obtenir leur approbation de la répudiation de la reine Catherine d'Aragon.
Il rentre en Angleterre au printemps. En 1529 il est promu chancelier de l'église de Salisbury, obtient en 1530 une prébende à York et à la chapelle royale, et enfin est reçu Docteur en Théologie de l'université d'Oxford. Il sait bientôt se rendre indispensable à la Cour en s'occupant du divorce royal : le 1er juin 1531, il est l'un des négociateurs dépêchés après de la reine pour la convaincre de renoncer à ses prérogatives. En septembre, le roi Henri sollicite du pape la nomination de Lee à l'archevêché d'York. Le 13 octobre, Lee et d'autres intercèdent auprès de la reine Catherine pour l'inciter à retirer son appel auprès du Saint-Siège et se soumettre aux avis des évêques et docteurs de l'Université. Le pape Clément fulmine une bulle proclamant Lee archevêque le 30 octobre ; Lee est consacré par le diocèse d'York le 10 décembre, et il est intronisé par ses proches le 17 décembre.
Les difficultés financières le contraignent à poursuivre sa cour auprès du roi et de Thomas Cromwell, qu'il aide à rentrer en grâce à la chute du ministre Wolsey ; toutefois, en février 1533, il refuse, tout comme Étienne Gardiner de parapher un acte stipulant que le mariage avec Catherine était frappé de nullité ab initio ; mais il obtient du chapitre d'York l'approbation des motifs du divorce. Après l'exécution d'Elizabeth Barton et de ses complices, en avril 1534, la rumeur court que Lee et d'autres prélats seraient incarcérés à la tour de Londres, ce qui n'eut pas lieu.
Il tente, avec l'évêque Stokesley, de convaincre John Houghton, chartreux martyr détenu à la tour de Londres, de renoncer à la cause de la succession, moyennant quoi il aurait la vie sauve. Le 21 mai, il se rend avec l'évêque de Durham auprès de la reine Catherine à Kimbolton pour lui présenter l'acte de succession et l'exhorter à la soumission. Lee parvient à transmettre au roi le 1er juin une proclamation du concile d'York faite le mois précédent, selon laquelle le pape n'avait pas davantage d'autorité juridique en terre anglaise qu'un évêque étranger. Mais malgré une profession de soumission à la Couronne adressée au roi le 17 février 1535, il est suspecté de défiance envers l'hégémonie royale en matière religieuse.
Aussi le roi lui envoie-t-il, ainsi qu'à un certain nombre d'évêques, l'ordre d'afficher ses directives dans sa cathédrale, avec instruction au clergé de les publier dans les paroisses : il s'agit de dénoncer la suprématie papale en Angleterre, de reconnaître le divorce du roi et son remariage avec Anne Boleyn. Or il advient que le roi Henri apprend que l'archevêque Lee a négligé ces instructions : le monarque lui rappelle d'abord par lettre son serment de reconnaître l'autorité suprême du roi.
Lee répond le 14 juin qu'il a, conformément aux ordres du roi, prêché solennellement dans sa cathédrale sur l'injure faite au roi par le pape sur son mariage, mais il admet qu'il n'a pas mentionné l'autorité suprême du roi. Il prie le roi de ne pas ajouter foi aux accusations de ses ennemis. Puis le 1er juillet il fait parvenir à Cromwell le livret qu'il a préparé pour son clergé, ainsi qu'une brève proclamation au peuple sur l'autorité suprême du roi, précisant que son diocèse est si pauvre qu'il n'attirait aucun prélat tant soit peu cultivé, et qu'il n'y pouvait trouver plus de 12 prêtres instruits.
De nouveaux motifs de suspicions étant apparus, il est interrogé quelques mois plus tard par l'émissaire du roi, Richard Layton, pour des propos qu'il aurait tenus au confesseur général de l'Abbaye de Syon, à propos de la prérogative de la Couronne. Il adresse une apologie au roi le 14 janvier 1536. Le 23 avril, il intercède avec l'appui de Cromwell en faveur de deux institutions religieuses de sa province : l'abbaye d'Hexham, refuge utile lors des invasions écossaises, et le prieuré de Nostell, qu'il présente comme une chapelle libre de droits rattachée à son diocèse. Au mois de juin, il proteste en public contre la condamnation des rites catholiques et est considéré comme le chef de file des opposants à la Réforme.

### Le Pèlerinage de Grâce et les dernières années
Lorsqu’éclatent les insurrections dans le Nord, qui aboutissent au Pèlerinage de Grâce, à la fin de 1536, la position de Lee parait d'abord ambiguë : il se réfugie le 13 octobre avec Thomas Darcy (1er baron Darcy de Darcy) dans le Château de Pontefract, qui le 20 du mois se rend aux rebelles, et l’archevêque est contraint de faire le vœu du Pèlerinage de Grâce. Quoique d'abord favorable au mouvement, ses sentiments avaient alors probablement changé, car le 27 novembre, il réunit son clergé dans la cathédrale afin d'examiner les articles qu'on lui soumet, mais prononce un sermon défavorable. Sur quoi le clergé refuse de reconnaître son autorité, et il est forcé de quitter la chaire.
Tombé en disgrâce auprès du roi, il conserve pourtant l'amitié de Cromwell, et en juillet 1537, Lee remercie ce dernier de donner au souverain des rapports favorables sur ses sermons. Il est assisté dans ses devoirs diocésains par un évêque suffragant, ce qui lui permet de participer aux travaux de la commission qui compose le rituel accompagnant Trente-neuf articles. Au mois de mai 1539, il défend devant le parlement d'Angleterre l'adoption des Six Articles et, avec quelques collaborateurs, rédige la loi les mettant en application. Il est membre de la commission formée au printemps 1540 pour arrêter les doctrines et la liturgie de l’Église d'Angleterre, et pour réunir les preuves de la nullité du mariage du roi avec Anne de Clèves.
À partir des années 1540, il est l'un des protecteurs du jeune helléniste Roger Ascham mais son appui est modeste et non sans réserves ; il suffit pourtant à maintenir à flot Ascham à ses débuts d'humaniste et d'écrivain.
En 1541, la chancellerie d'Angleterre modifie les statuts de l'église d'York. Lee doit remettre l'année suivante les manoirs de Beverley, Southwell etc. à la Couronne, mais il reçoit en contrepartie plusieurs prieurés confisqués à des congrégations dissoutes, échange qui ne s'avère finalement pas défavorable au diocèse. Lee, qui est le dernier archevêque d'York à pouvoir battre monnaie, s'éteint le 13 septembre 1544, à l'âge de 62 ans, et est inhumé dans sa cathédrale.

## Œuvres
Il compose :
- Commentarium in universum Pentateuchum, not printed, comp. Aschami Epp. ii. 89;
- Apologia contra quorundam Calumnias;
- Index annotationum prioris libri;
- Epistola nuncupatoria ad D. Erasmum;
- Annotationum libri duo;
- Epistola apologetica, qua respondit D. Erasmi Epistolis (these six, printed at Paris in or about 1520, are concerned with the controversy with Erasmus);
- Exhibita quædam per E. Leum, oratorem Anglicum in concilio Cæsareo, &c. 1528;
- Le fonds Edward Lee contient des copies des actes officiels du divorce d'Henri VIII avec sa quatrième femme, Anne de Clèves.

Laurence Humphrey, président du Magdalen College d'Oxford, fit graver en 1566 des vers en son honneur sous les baies de la chambre du fondateur.